# Конституційний суд Португалії
Конституційний су́д Португалії (порт. Tribunal Constitucional) — спеціалізований орган конституційного контролю в Португалії. Діє на підставі Закону про Конституційний Суд № 28/82 від 15 листопада 1982 року.
Суд складається із 13 суддів, 10 з яких обираються Асамблеєю Республіки (Парламент), що обираються більшістю в 2/3 голосів. Інші 3 члени кооптуються вже обраними суддями. З 13 суддів, 6 мають бути обрані серед суддів загального суду, решта повинні мати, як мінімум, юридичну освіту. Судді КС призначаються на 9 років та не можуть бути призначені на другий термін. Суддям КС гарантовано незалежність, незмінність та імунітет. Голова обирається самими суддями зі свого складу. Конституційний суд Португалії може за клопотанням Президента, Прем'єр-Міністра, генерального прокурора, а також у зв'язку з рішенням будь-якого суду у конкретній справі визнати таким, що суперечить Конституції, будь-який нормативний акт. Йому можуть бути передані на розгляд закони, що приймаються Парламентом, урядові декрети та інші акти центральних органів влади та адміністративних областей.
Окрім традиційних повноважень (перевірка конституційності законів, нератифікованих міжнародних договорів; попереднє затвердження конституційності референдумів), Конституційний Суд має повноваження щодо здійснення контролю за майновим становищем чиновників, відповідністю Конституції і законністю статутів політичних партій, реєстрація та перевірка банківських рахунків політичних партій.
Конституційний Суд Португалії має повноваження щодо встановлення наявності тимчасових перешкод до виконання Президентом Республіки своїх обов’язків, а також він підтверджує смерть і стійку фізичнунедієздатність останнього (п. А) ч. 2 ст. 223 Конституції Португалії, п. А) ст. 7
Закону про Конституційний Суд). 